# Spola

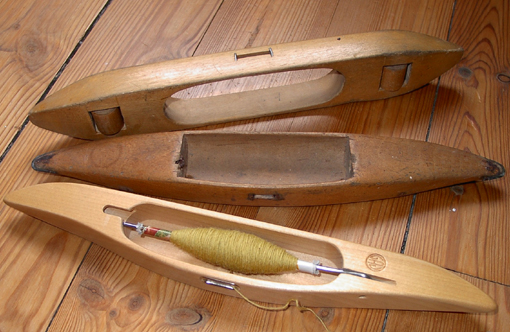
En ullspole på plats i skytteln.

Spola är det moment under vävning då inslagsgarnet spolas upp på färdiga spolrör eller på en pappersbit som rullas på spolmaskinens ten. Därefter läggs spolen i skytteln.
Spolens form är oftast tjockast på mitten för att minimera risken att garnet rasar av spolen. Vid vävning med lintråd är det viktigt att ge ordentligt med plats i kanterna på spolrullen och inte spola upp för mycket garn på mitten. Linets glatta yta har lättare att få tråden att glida av spolen än för bomullsgarn och ullgarner. Spolens garn utsätts för belastning vid inslaget i skälet, då varptrådarna stryker jäms med spolen.
För vissa vävtekniker skall inslaget utgöras av dubbelspolat garn. Antingen har man då en dubbelskyttel för två spolar samtidigt eller så spolar man upp med två trådar samtidigt på spolröret.